# Mycetopoda
Mycetopoda је род слатководних шкољки из породице Mycetopodidae.

## Врсте
Врсте у оквиру рода Mycetopoda:
- Mycetopoda legumen (Martens, 1888)
- Mycetopoda pittieri Marshall, 1927
- Mycetopoda siliquosa (Spix & Wagner, 1827)
- Mycetopoda soleniformis d'Orbigny, 1835